# Acacia georgensis
Acacia georgensis é uma espécie de leguminosa do gênero Acacia, pertencente à família Fabaceae.